# Williams FW23
Williams FW23 je Williamsov dirkalnik Formule 1, ki je bil v uporabi v sezoni 2001, ko sta z njim dirkala Ralf Schumacher in Juan Pablo Montoya. Po nekaj sezonah brez zmage je Ralf Schumacher z dirkalnikom FW24 dosegel zmago na Veliki nagradi San Marina, kasneje v sezoni je dosegel še dve, Montoya pa eno, skupaj pa sta dosegla še pet uvrstitev na stopničke, štiri najboljše štartne položaje in osem najhitrejših krogov. Toda dirkalnik je bil razmeroma zelo nezanesljiv, saj sta dirkača v sezoni zbrala kar devetnajst odstopov, tako da je Williams zasedel tretje mesto v konstruktorskem prvenstvu z 80-imi točkami.

## Popolni rezultati Formule 1
(legenda) (odebeljene dirke pomenijo najboljši štartni položaj, poševne pa najhitrejši krog)
| Leto | Moštvo   | Motor   | Gume | Dirkači            | 1   | 2   | 3   | 4   | 5   | 6   | 7   | 8   | 9   | 10  | 11  | 12  | 13  | 14  | 15  | 16  | 17  | Toč | Prv |
| ---- | -------- | ------- | ---- | ------------------ | --- | --- | --- | --- | --- | --- | --- | --- | --- | --- | --- | --- | --- | --- | --- | --- | --- | --- | --- |
| 2001 | Williams | BMW V10 | M    |                    | AVS | MAL | BRA | SMR | ŠPA | EU  | AVT | MON | KAN | FRA | VB  | NEM | MAD | BEL | ITA | ZDA | JAP | 80  | 3.  |
| 2001 | Williams | BMW V10 | M    | Ralf Schumacher    | Ret | 5   | Ret | 1   | Ret | Ret | Ret | Ret | 1   | 2   | Ret | 1   | 4   | 7   | 3   | Ret | 6   | 80  | 3.  |
| 2001 | Williams | BMW V10 | M    | Juan Pablo Montoya | Ret | Ret | Ret | Ret | 2   | Ret | Ret | Ret | 2   | Ret | 4   | Ret | 8   | Ret | 1   | Ret | 2   | 80  | 3.  |